# Intercoast
INTERCOAST (Integrated Coastal Zone and Shelf-Sea Research) ist ein Programm zur Erforschung der Dynamik der neuseeländischen Küste im Klimawandel. Betrachtet werden in dem Projekt mit interdisziplinärem Anspruch die sozioökonomischen, rechtlichen, geologischen und in geringem Umfang auch meeresökologischen Auswirkungen der Klimaerwärmung auf die Küsten des Inselstaates. Das vom BMBF finanzierte Projekt startete 2009 als Kooperation der Universität Bremen (Marum) mit der University of Waikato in Neuseeland.

## Publikationen
- Link zu den Publikationen des Projekts